# Singing Chen
Singing Chen (chinois : 陳芯宜 — pinyin : Chén Xīn-Yí) est une réalisatrice taïwanaise née en 1974 à Taipei. Elle est également scénariste et compositrice pour le théâtre et le cinéma.

## Biographie
Singing Chen naît en 1974 à Taipei, la capitale de Taïwan. Durant ses études au département de la communication de l’université catholique Fu-Jen, elle s’initie à la réalisation en tant que collaboratrice du réalisateur taïwanais Huang Mingchuan et se spécialise dans le documentaire.
Quelques années après avoir obtenu son diplôme, en 2000, elle remporte avec son long métrage Bundled (我叫阿銘啦) le prix de la meilleure réalisatrice et le prix du meilleur scénario au Festival du film de Taipei. Elle déclara par la suite qu’il fut difficile pour la jeune réalisatrice qu’elle était alors d’être ainsi projetée sous les feux des projecteurs. Au cours de cette même année, elle réalise le documentaire expérimental Who’s Fishing? (誰來釣魚?), un volet de la série Floating Islands (流離島影系列), présenté au Festival de Fribourg et au Festival du documentaire de Yamagata et en compétition dans la catégorie « meilleur documentaire » au Festival du cheval d’or de Taipei.
En 2007, elle réalise son premier long métrage de fiction, God Man Dog (流浪神狗人), qui reçoit le prix du meilleur scénario original au Festival du cheval d’or 2007.
Elle réalise en 2011 The Clock (阿霞的掛鐘), un des quatre segments du film caritatif When Yesterday Comes (昨日的記憶), qui met en scène des personnages souffrant de la maladie d’Alzheimer. En 2013, elle réalise, en coopération avec le réalisateur sud-coréen Jero Yun, The Pig (豬) pour le film à sketches Taipei Factory (台北工廠), qui réunit des jeunes réalisateurs taïwanais et du monde entier. En 2014, elle réalise les documentaires Mountain Spirits (山靈) et The Walkers (行者).

## Œuvre
Le film Bundled dévoile le talent de la réalisatrice en 2000. Filmé en 16 mm et acclamé par la critique, il illustre le mode de vie et la manière de voir le monde des sans-abris de Taipei,.
En 2007, elle réalise God Man Dog. Dans ce long métrage de fiction, des personnages issus de différentes classes sociales se croisent sans que leurs histoires se rejoignent jamais pourtant. Le film offre une réflexion sur de nombreux sujets, tels que la religion, l’argent, l’alcoolisme. La même année, Singing Chen scénarise le film Spider Lilies, réalisé par sa compatriote Zero Chou, un drame tournant autour d’une stripteaseuse lesbienne.
Chen a réalisé de nombreux documentaires, dont les thèmes récurrents sont la culture, l’art et l’humanité. Dans son documentaire Mountain Spirits, sorti en 2014, elle fait le portrait de l’artiste contemporain taïwanais Wang Wen-Chih. Wang réalise des structures de grande dimension en n’utilisant que des matériaux naturels : bambou, rotin, bois brut. Le film suit l’artiste à la recherche de ses matériaux au milieu des montagnes. Dans un autre documentaire sorti en salle la même année, The Walkers, elle présente la philosophie de vie et la danse de la chorégraphe taïwanaise Lin Lee-chen et de sa troupe, la Legend Lin Dance Theater (無垢舞蹈劇場).

## Filmographie

### Courts métrages
- 2000 : Bundled (我叫阿銘啦)
- 2000 : Who’s Fishing? (誰來釣魚?), documentaire de la série Floating Islands (流離島影系列)
- 2011 : The Clock (阿霞的掛鐘) dans When Yesterday Comes (昨日的記憶)
- 2014 : The Pig (豬) dans Taipei Factory (台北工廠)

### Longs métrages
- 2007 : God Man Dog (流浪神狗人)
- 2014 : The Walkers (行者), documentaire
- 2014 : Mountain Spirits (山靈), documentaire

### Scénarios
- 2007 : Spider Lilies (刺青) de la réalisatrice Zero Chou